# Kellner Frères

Henriod von 1898

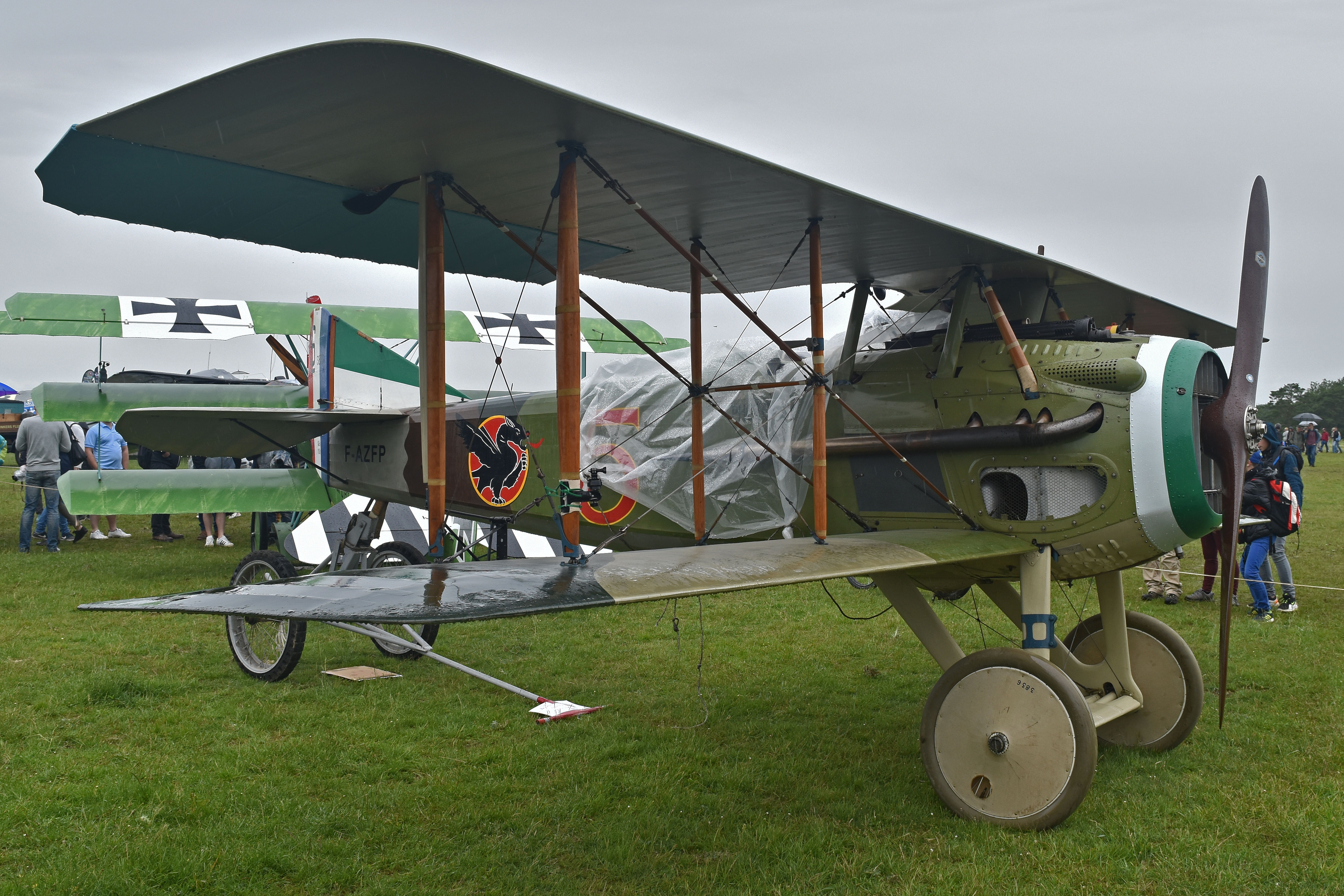
SPAD S.XIII

Kellner Frères, vorher G. Kellner & Ses Fils, war ein französisches Karosseriebauunternehmen.

## Unternehmensgeschichte
Georges Kellner gründete das Unternehmen 1861 in Paris. Er stellte Kutschen her. Während des Deutsch-Französischen Kriegs von 1870–1871 kamen pferdegezogene Ambulanzen dazu. 1890 traten seine Söhne Paul und Georges Junior in das Unternehmen ein. Spätestens 1903 begann die Produktion von Karosserien für Automobile. Allerdings gibt es Hinweise darauf, dass 1898 ein Henriod karossiert wurde, der erhalten geblieben ist.
1910 zog sich der Gründer zurück. Die Söhne führten das Unternehmen unter neuer Firmierung fort. Während des Ersten Weltkriegs wurden Flugzeuge für die Société de Production des Aéroplanes Deperdussin gefertigt. 1919 wurde Paul ausgezahlt, wodurch Georges Junior alleiniger Inhaber wurde. Sein Sohn Jacques wurde 1924 Partner. Es gibt einen Hinweis auf die neue Firmierung Georges Kellner & Fils ab diesem Zeitpunkt. Georges Junior starb 1931, sein Sohn leitete nun das Unternehmen. 1938 endete die Karosseriefertigung. Erneut wurde der Flugzeugbau für die französischen Luftstreitkräfte aufgenommen. Jacques wurde 1941 verhaftet und 1942 erschossen. Das war das Ende des Unternehmens.

## Fahrzeuge
Kellner stellte viele Karosserien für Hispano-Suiza her. Daneben sind Mercedes 22/40 PS, Panhard & Levassor, Packard, Pipe, Renault Reinastella und Rolls-Royce genannt.
Eine andere Quelle nennt zusätzlich Amilcar, Bentley, Bugatti Royale und Locomobile. Daneben gibt es Hinweise auf De Dion-Bouton, Duesenberg, Gardner-Serpollet, Mors, Panhard & Levassor, Peugeot, Renault Type JP, Renault Type NM und Renault Type Q.

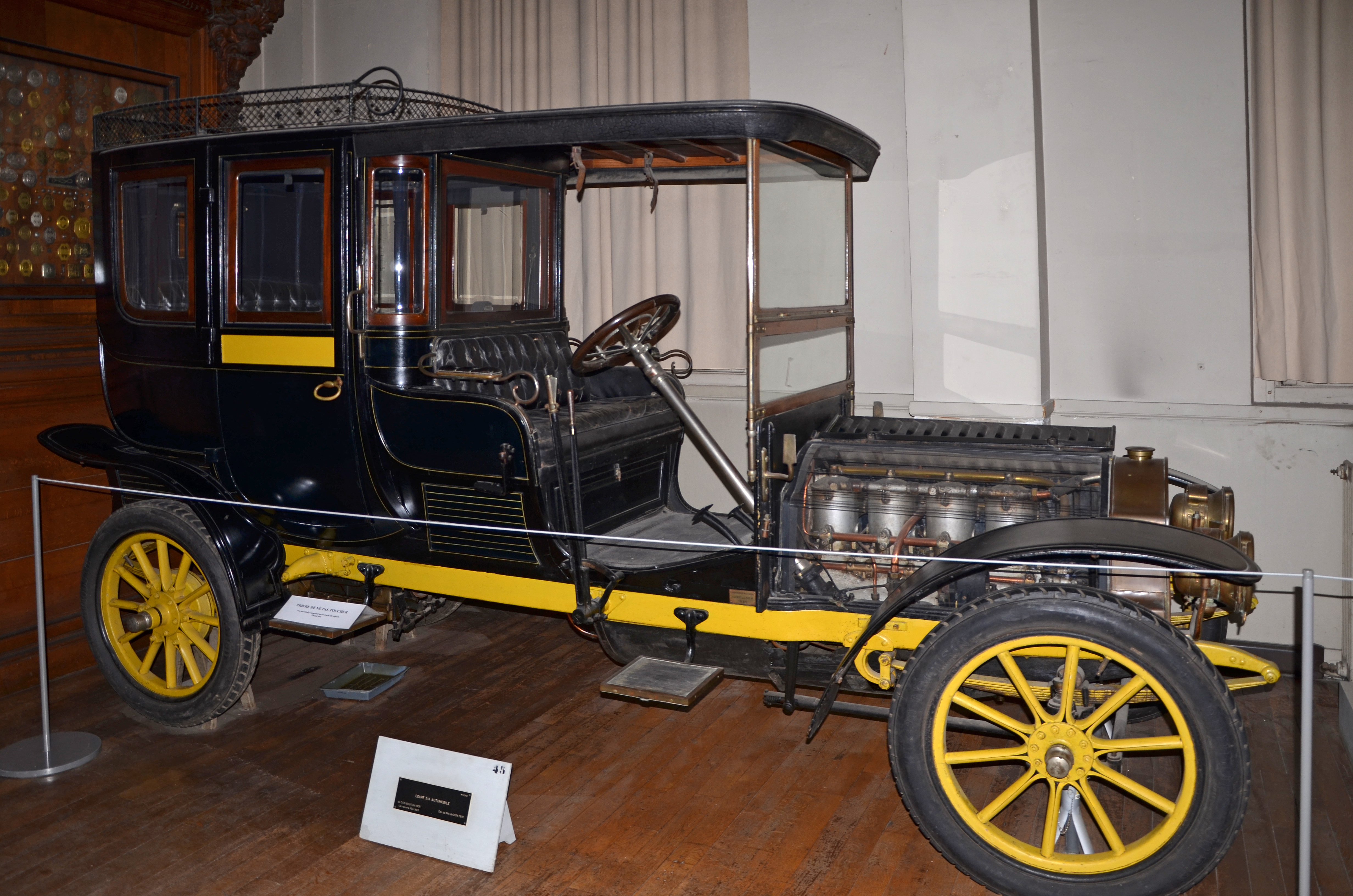
De Dion-Bouton Type AX
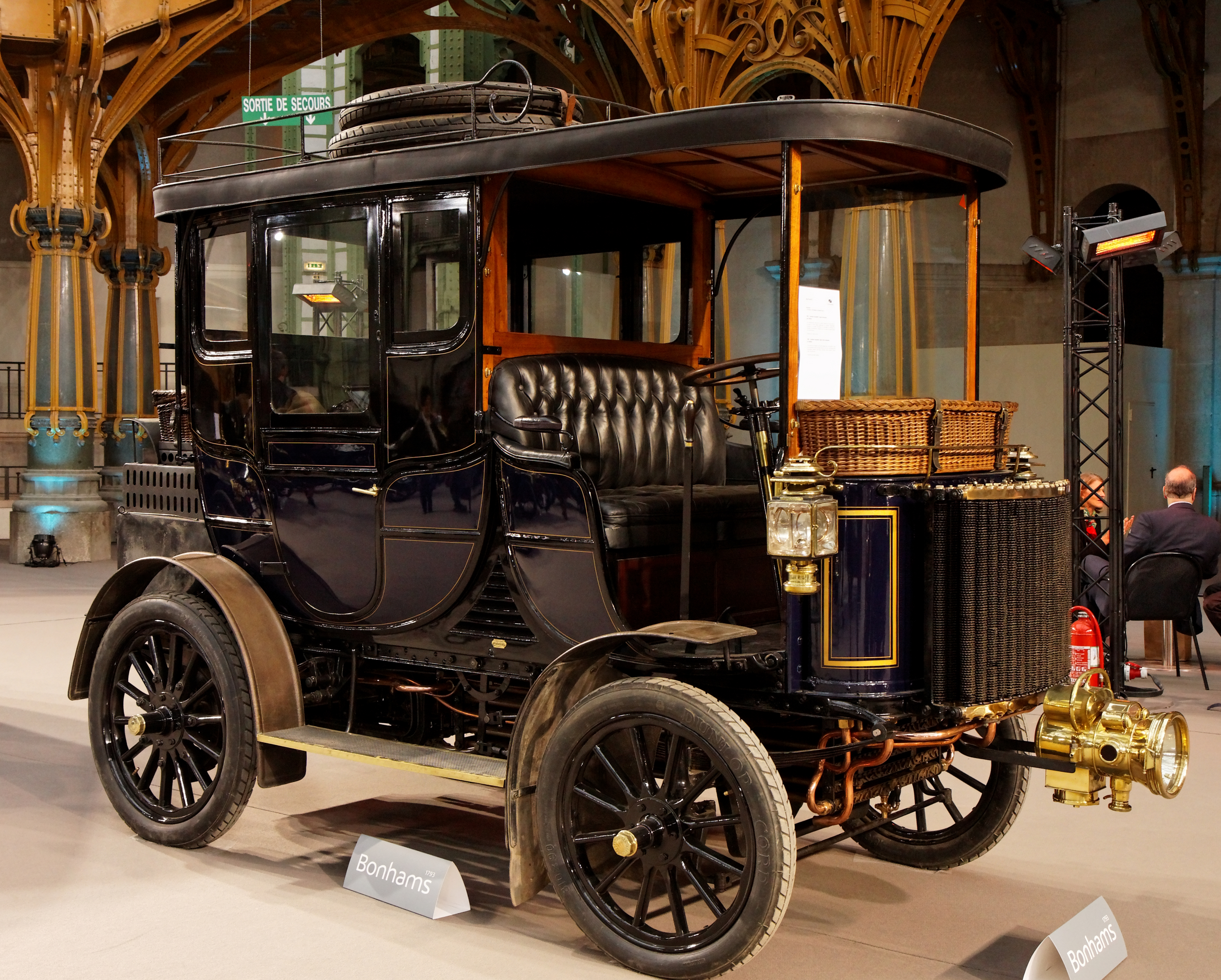
Gardner-Serpollet
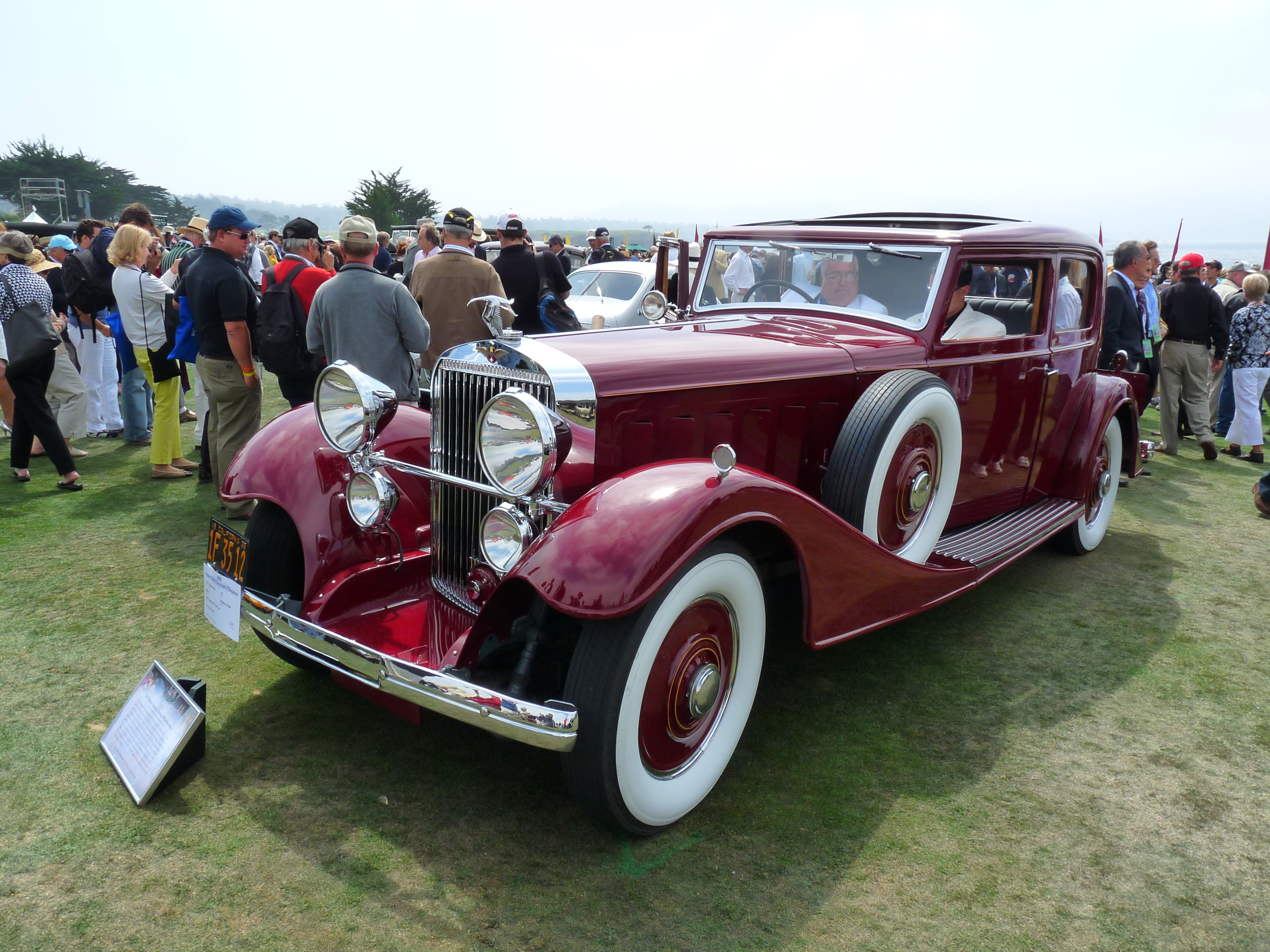
Hispano-Suiza
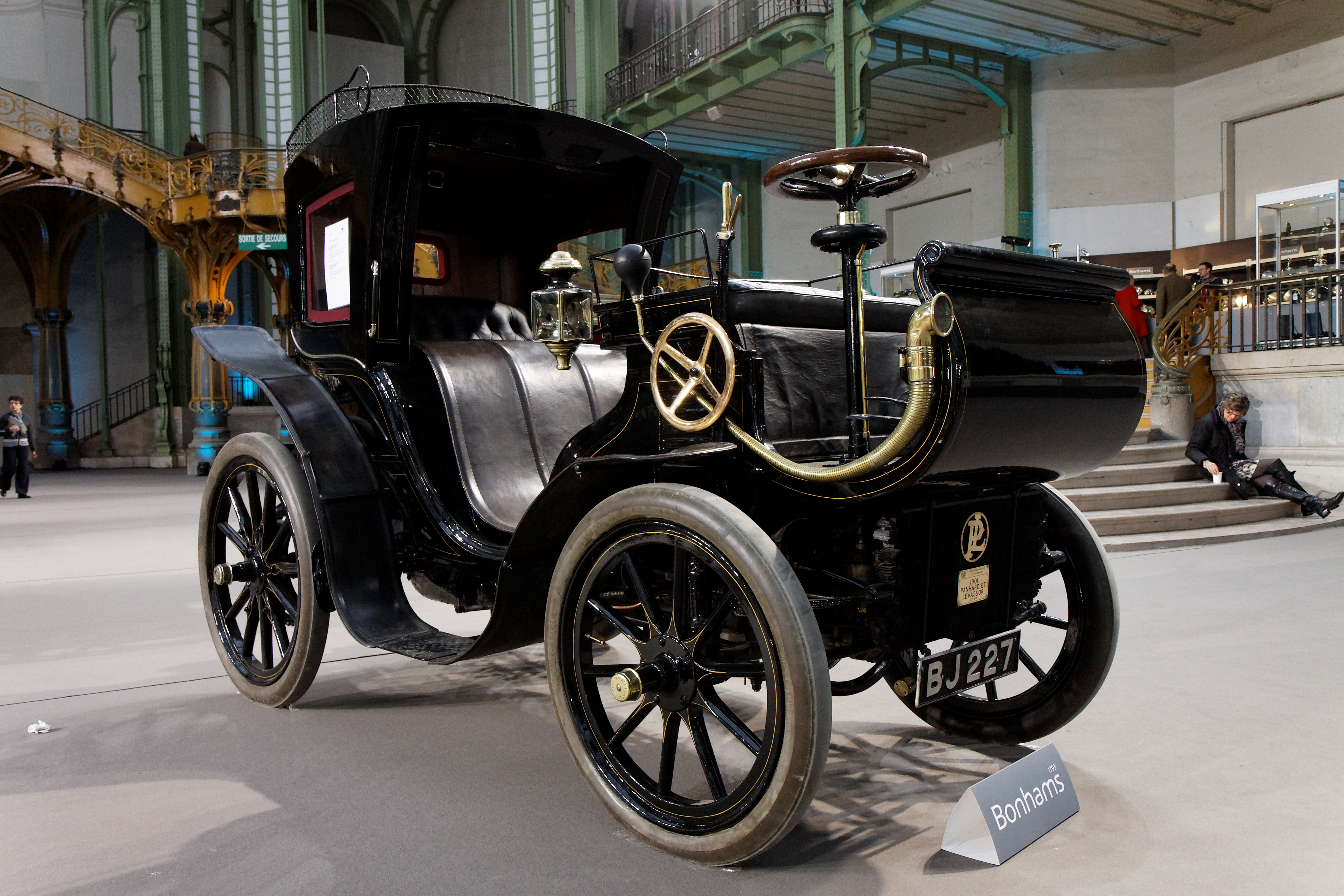
Panhard & Levassor
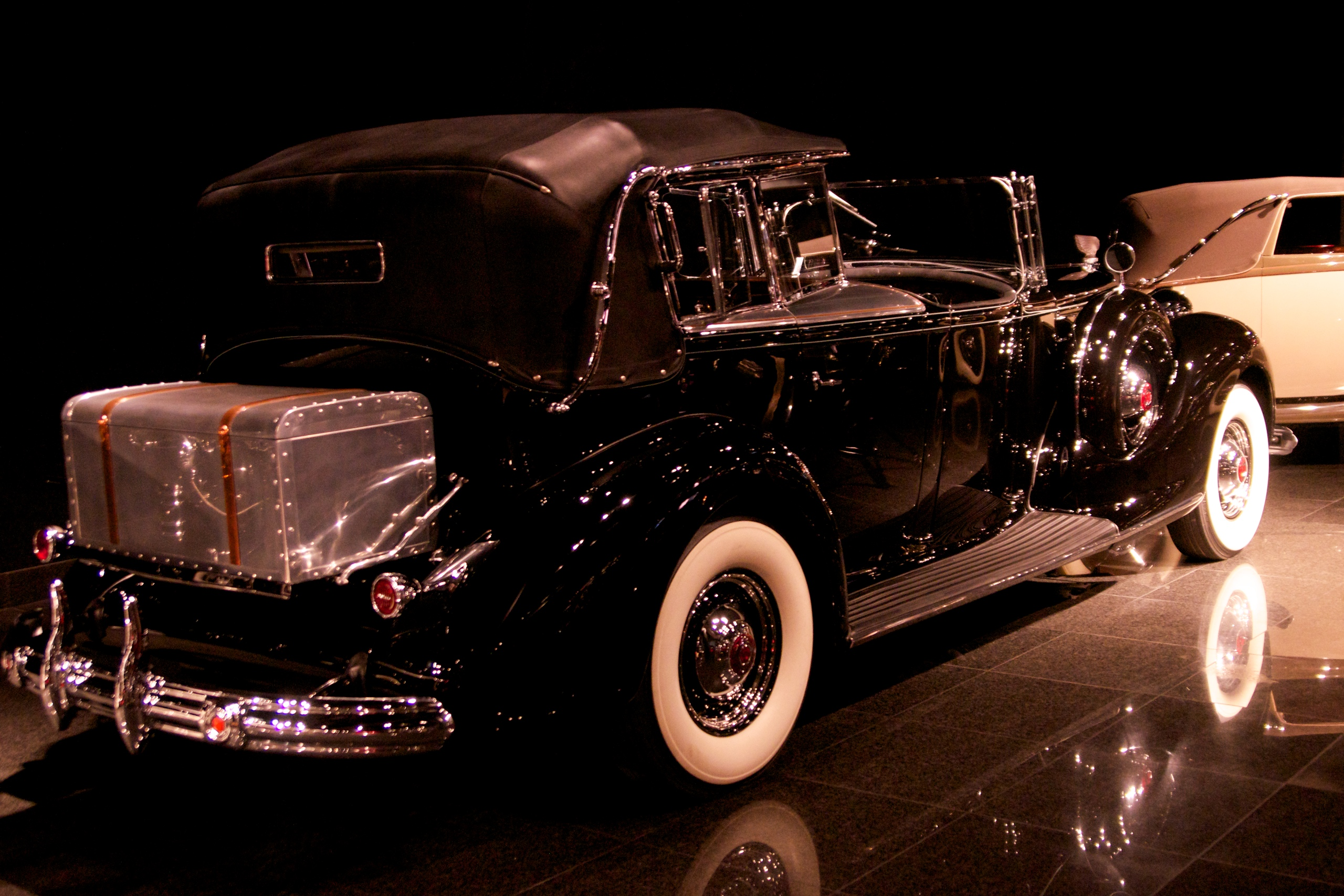
Packard
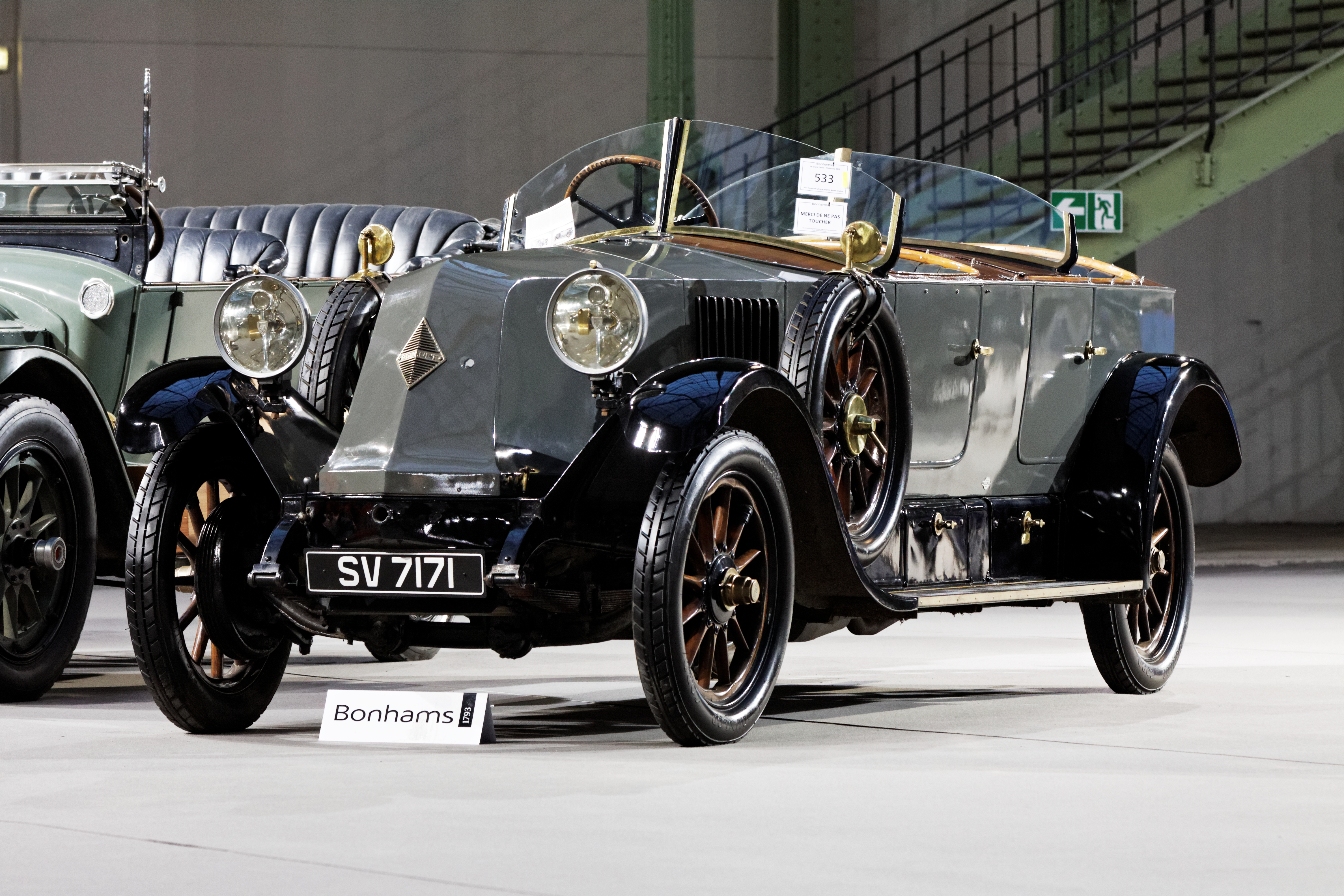
Renault Type NM
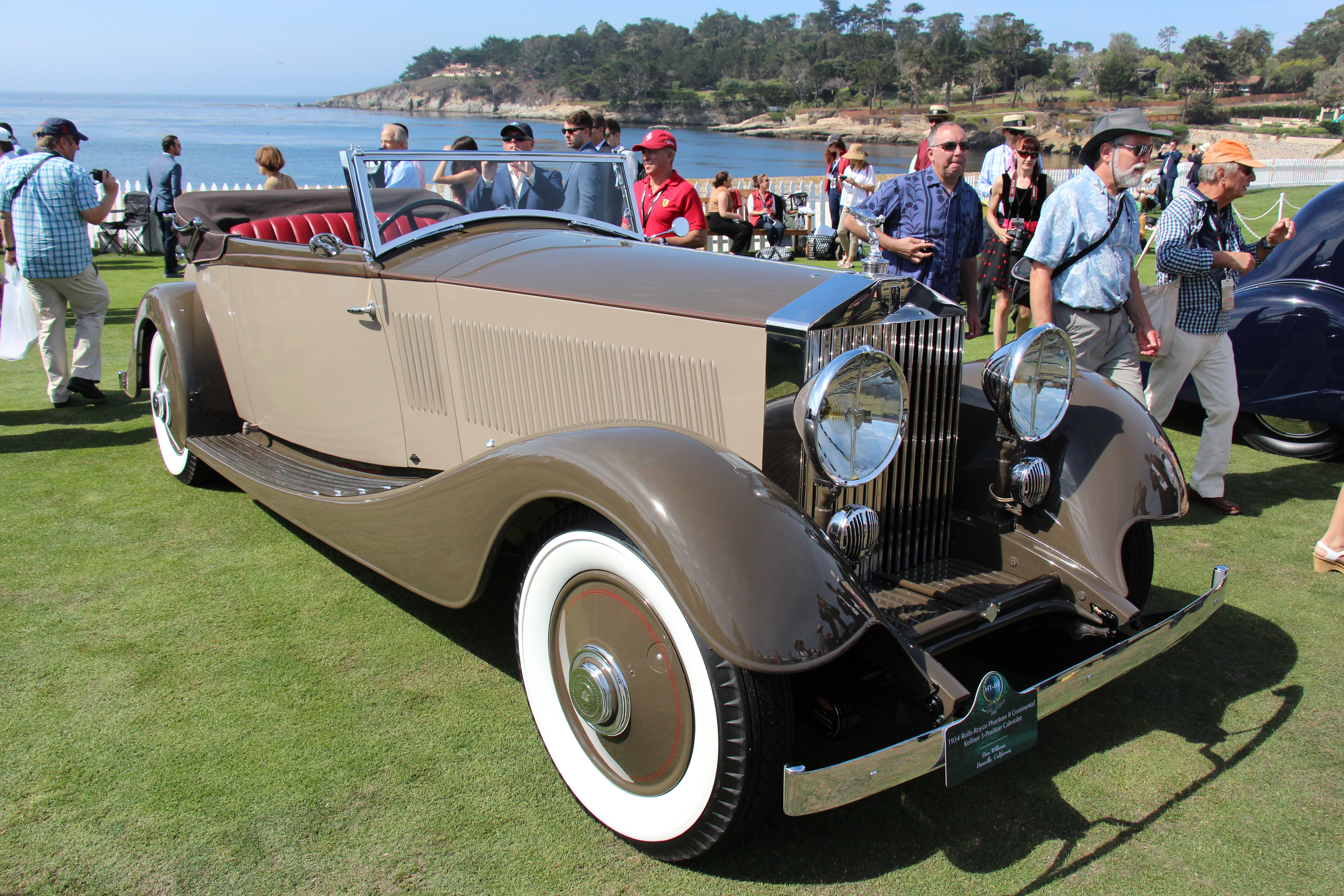
Rolls-Royce Phantom II